# Méthode de Descartes
La méthode de Descartes dite par coefficients indéterminés permet de résoudre les équations du second, mais aussi et surtout du quatrième degré.
René Descartes utilise pour ceci la factorisation des polynômes de degré n sous la forme {\displaystyle a(x-x_{1})(x-x_{2})\cdots (x-x_{n})} avec {\displaystyle x_{1},\ldots ,x_{n}} les n racines réelles ou complexes (voir Théorème de d'Alembert-Gauss) qu'il est alors l'un des premiers mathématiciens à maîtriser.

## Équation du second degré
Pour résoudre
{\displaystyle ax^{2}+bx+c=0},
on part des deux relations entre coefficients et racines :
{\displaystyle x_{1}+x_{2}=-{\frac {b}{a}}} ;
{\displaystyle x_{1}x_{2}={\frac {c}{a}}}.
La première relation équivaut à 
{\displaystyle x_{1}=-{\frac {b}{2a}}+p\quad {\text{et}}\quad x_{2}=-{\frac {b}{2a}}-p},
où p est un paramètre déterminé par la seconde relation.
Cette astuce est très courante : lorsqu'on connaît la somme C de deux nombres A et B, on peut toujours écrire A comme la somme de la moitié de C et d'une certaine quantité p ; B, pour maintenir l'égalité A + B = C, vaudra forcément la moitié de C moins p.
On arrive alors à 
{\displaystyle \left(-{\frac {b}{2a}}+p\right)\left(-{\frac {b}{2a}}-p\right)={\frac {c}{a}}},
et l'on en déduit ±p, puis les deux racines.

## Équation de degré 4
Dans son ouvrage La Géométrie (1637), Descartes applique cette méthode pour résoudre les équations du quatrième degré :
On ramène d'abord l'équation (en divisant par le coefficient dominant puis en translatant la variable de façon à éliminer le terme de degré 3) à une équation de la forme
{\displaystyle z^{4}+pz^{2}+qz+r=0}.
On supposera que cette équation n'est pas bicarrée, c'est-à-dire que q ≠ 0.
Le but étant de n'avoir plus qu'à résoudre deux équations du second degré pour trouver les quatre racines, on cherche ensuite à décomposer le polynôme {\displaystyle X^{4}+pX^{2}+qX+r} en un produit de deux polynômes unitaires du second degré, dont il va falloir déterminer les coefficients. On pose donc a priori
{\displaystyle (X^{2}+aX+b)(X^{2}+a'X+c)=X^{4}+pX^{2}+qX+r},
ce qui équivaut, en développant et en identifiant les coefficients, à :
{\displaystyle {\begin{cases}a'+a&=0&\\c+aa'+b&=p\\ac+ba'&=q\\bc&=r,\end{cases}}}
ou encore à
{\displaystyle {\begin{cases}a'&=-a\\c+b&=p+a^{2}\\c-b&=q/a\\bc&=r\end{cases}}}
donc à
{\displaystyle {\begin{cases}a'=-a\\c={\frac {p+a^{2}+q/a}{2}}\\b={\frac {p+a^{2}-q/a}{2}}\\(p+a^{2}-q/a)(p+a^{2}+q/a)=4r.\end{cases}}}
La quatrième équation se réécrit :
{\displaystyle (p+a^{2})^{2}-{\frac {q^{2}}{a^{2}}}=4r},
ou encore :
{\displaystyle {\begin{cases}a^{2}=A\\(A+p)^{2}A-4rA=q^{2}.\end{cases}}}
On trouve une solution A0 de la dernière équation — dite cubique résolvante (en) — par l'une des méthodes standard, puis on choisit pour a l'une des deux racines carrées de A0, et l'on en déduit a', c et b par les équations précédentes.
Les deux équations obtenues :
{\displaystyle z^{2}+az+{\frac {p+a^{2}-q/a}{2}}=0\quad {\text{ou}}\quad z^{2}-az+{\frac {p+a^{2}+q/a}{2}}=0\quad {\text{avec}}\quad a^{2}=A_{0}},
sont identiques à celles de Ferrari (1540) :
{\displaystyle z^{2}+az+y_{0}-{\frac {q}{2a}}=0\quad {\text{ou}}\quad z^{2}-az+y_{0}+{\frac {q}{2a}}=0\quad {\text{avec}}\quad a^{2}=2y_{0}-p},
car le changement de paramètre {\displaystyle A=2y-p} transforme la cubique résolvante de Descartes en celle de Ferrari, {\displaystyle 4(y^{2}-r)(2y-p)=q^{2}}.
La résolvante de Descartes, et l'expression des quatre solutions en fonction d'une racine de cette résolvante, sont identiques à celles de la méthode de Lagrange (1770).

Pour des exemples, voir la leçon sur Wikiversité (lien ci-dessous) et ses exercices.

## Note
1. ↑  Pour une généralisation de la méthode sans cette étape préalable, voir Joseph-Alfred Serret, Cours d'algèbre supérieure, 1854, 2e éd. (1re éd. 1849) (lire en ligne), p. 242 ou la fin du chapitre de Wikiversité (lien ci-dessous).